# Josep Maria Gasol i Almendros
Josep Maria Gasol i Almendros   (Manresa, 1924 - Manresa, 2 de juliol de 2018) va ser un sacerdot, historiador, arxiver i catedràtic d'arqueologia cristiana.

## Biografia
Cursà estudis al seminari de Vic amb Eduard Junyent, i el 1953 es graduà a l'Institut Arqueològic de Roma. El 1960 fou nomenat canonge de la Seu de Manresa, arxiver de l'Arxiu Històric de Manresa i cronista oficial de la ciutat. És autor de diverses obres, guies i articles històrics i arqueològics de caràcter preferentment manresà. Ha combinat la seva tasca com a capellà amb la de docent, ja que ha estat professor d'història, geografia i religió en diverses escoles.
Va ser vicepresident del Centre Excursionista del Bages. Ha fet conferències per als Amics de l'Art Romànic del Bages i va rebre la Creu de Sant Jordi el 1991, el Premi Bages de Cultura el 1995 i la Medalla de la Ciutat de Manresa el 1998.

## Obres
- Manresa, panorama d'una ciutat
- La història de Manresa explicada als infants (1970)
- La Seu de Manresa. Monografia històrica i guia descriptiva (1975)
- Ermita de la Mare de Déu de la Guia de Manresa (1985)
- Tradició vinícola del Bages (1987)